# Noel Humberto Esteban Sbarra
Noel Humberto Esteban Sbarra (1907-1974), apodado «Nolo», fue un médico pediatra y sanitarista, docente y escritor. Nació el 10 de febrero de 1907 en La Plata (Buenos Aires, Argentina). Hijo de Humberto Sbarra y Ciriaca Carriquiriborde, fue el mayor de siete hermanos, entre los que había cinco varones y dos mujeres. Durante su infancia vivió cerca del Colegio Nacional, en la zona de facultades de la Ciudad de La Plata.
Realizó sus estudios primarios en la Escuela Graduada Joaquín V. González y los secundarios en el Colegio Nacional Rafael Hernández. Al finalizarlos comenzó la carrera de médico y de doctor en medicina, graduado en el año 1939 con su tesis llamada «Historia de la transfusión de sangre».
En una reunión de amigos conoció a Celia Ford (1915-2019), una de las primeras odontólogas de la ciudad, con quien estuvo en pareja más de treinta años. Falleció en la Ciudad de La Plata el 16 de marzo de 1974, a los 67 años.

## Trayectoria
Tras finalizar sus estudios, ingresó como médico concurrente ad honorem a la Casa del Niño, actual Hospital Subzonal «Elina de la Serna de Montes de Oca» de la ciudad de La Plata. En 1943 ingresó como médico a la denominada, entonces, Casa Cuna e Instituto de Puericultura, de la que más tarde fue director, entre 1947–1952 y 1955–1969. Además, se desempeñó como médico rural en el Instituto Autárquico de Colonización de la Provincia de Buenos Aires junto al Ingeniero Andrés Ringuelet entre los años 1943-1945, y, en 1956, la Facultad de Ciencias Médicas de la Universidad Nacional de La Plata le otorgó el título de médico higienista.
Además de médico, fue columnista y director de varias revistas universitarias, del gobierno bonaerense y del gobierno nacional. Algunas de ellas fueron: Revista de la Facultad de Ciencias Médicas de La Plata y Centro de Estudios de Medicina, Boletín de la Agremiación Médica Platense, Revista de la Sociedad de Periodistas de La Plata, Hoja Médica de la Casa Cuna, Revista de Salud Pública, Boletín de la Asociación Argentina de Salud Pública, Cuadernos de Investigación Médica, Cuadernos de Salud Pública y ES: Educación para la Salud.
En 1957 fundó la Revista de la Universidad y fue su director hasta 1974.
En ellas desarrolló trabajos sobre la alimentación, la psicología, la crianza, la higiene y la  puericultura de los niños. También, en relación con su desempeño como médico sanitarista, escribió sobre diferentes patologías de los niños y a la comunidad, sobre educación sanitaria, medicina rural, enfermería, medicina social, políticas públicas, administración hospitalaria y sobre la profesión médica. En otros escritos incluyó arte, humor y misceláneas.
Fue director de la Biblioteca de Medicina de la Universidad Nacional de La Plata y de Radio Universidad. Escribió y publicó libros como «Historia del alambrado en la Argentina» (1955) e «Historia de las aguadas y el molina» (1961) de su autoría, y «El médico va a la chacra» (1946) escrito en colaboración con el Dr. Alberto Sambosco.
Ejerció la docencia en el ámbito de la educación pública y fue delegado-interventor de las Escuelas de Enfermería y de Obstetricia y de la Escuela Superior de Bellas Artes. Participó en múltiples congresos de medicina y pediatría en Argentina y América Latina, como miembro, asesor, jurado, delegado, secretario, relator, tesorero y representante.

## Premios y reconocimientos
Recibió el Premio «Dr. Fernando Schweitzer» en 1950 por su trabajo titulado «La exploración del desarrollo evolutivo en niños de primera infancia», al que elaboró junto con el Dr. Enrique Falabella. En 1964 recibió el premio «Boris Rothman» por su trabajo «Operación Los Hornos: encuesta alimentaria familiar, económica, social y cultural en un barrio suburbano de La Plata», realizado con las nutricionistas Silvia Gagnetan y Carlota Sarli. En homenaje a su trayectoria, en 1974 la «Casa Cuna e Instituto de Puericultura» fue bautizada con su nombre, ya teniendo categoría de Hospital Zonal Especializado.